# Enicognathus leptorhynchus
La cotorra choroy (Enicognathus leptorhynchus), también conocido como choroy, es una especie de ave psitaciforme de la familia de los psitácidos que es endémica de los bosques del sur de Chile.

## Taxonomía
Originalmente el choroy fue descrito con el protónimo Enicognathus byroni, pero tiene prioridad el epíteto específico actual leptorhynchus. Comparte género con la cachaña y es una especie monotípica.

## Descripción
Mide unos 41 cm de longitud. Su plumaje es de color verde, las plumas de la corona son del mismo color, pero las puntas están rematadas levemente de negro; tiene un antifaz rojo entre los ojos. El pico es gris y alargado (de ahí su nombre científico). Presenta una larga cola, de color marrón-rojiza. Vive en colonias,  que se movilizan en grandes bandas muy ruidosas. Ocasionalmente se encuentran, en esta especie, individuos totalmente amarillos, esto, sin duda, hace que dicho ejemplar se presente muy bello y notorio, también se presentan individuos con algunas plumas amarillas, lo cual, en general, es más probable que lo anterior. No es fácil detectar el sexo de un ejemplar debido a la similar fisionomía externa que  presentan ambos, empero, es posible diferenciarlos mediante el examen de palpación pélvica. Cuando, mediante este examen, se detecta, con los dedos, una separación de menos de 1 cm, se trataría de una hembra; cuando, en un ejemplar, existe una unión en el hueso pélvico o no se detecta dicha separación, se trataría de un ejemplar macho. Las hembras habitualmente son más agresivas que los machos.

## Distribución y hábitat
Su hábitat natural son los bosques templados lluviosos del centro sur y del sur de Chile, siendo una especie endémica de Chile. Se distribuye desde el valle del Aconcagua en la región de Valparaíso hasta la isla de Chiloé, existiendo citas sobre su presencia en la región de Aysen.
Algunos vagantes han sido citados en los bosques de pehuenes al oriente de la cordillera de los Andes, en Neuquén (Argentina), aunque dichas citas tradicionales han sido consideradas un error tipográfico. Como dato anecdótico, en 2020 se fotografió en Neuquén a un choroy en un grupo de cachañas, aunque se cree que posiblemente se mezcló casualmente con éstas o que se trataría de un ejemplar que escapó del cautiverio. Sin embargo, algunos autores a partir de dicho registro la han citado como una especie errante en territorio argentino, pero sin cuestionar su carácter de ave endémica de Chile.

## Comportamiento

### Movimiento
El choroy se mueve de las elevaciones superiores a las inferiores de mayo a septiembre. 

### Alimentación
La dieta del choroy durante todo el año incluye semillas de hierba y cardo, capullos y bayas. En otoño las semillas de araucaria son un componente principal; parece que su pico inusual está adaptado para alimentarse de ellos. Las semillas de Nothofagus también son importantes en otras épocas del año.

### Reproducción
El choroy reproduce entre noviembre y febrero. Por lo general, anida en las cavidades de los árboles y se sabe que agrega ramitas para levantar el piso de las cavidades profundas. A menudo, varias parejas anidan en el mismo árbol. Ocasionalmente también usa grietas en las rocas y se ha registrado que hace un nido de ramitas en bambú. Al menos un nido contenía 10 huevos, pero se sospechaba que habían sido puestos por dos hembras; otro nido contenía cinco huevos. El período de incubación es de aproximadamente 26 a 28 días y el emplumamiento ocurre aproximadamente de 42 a 45 días después de que los pichones eclosionan.

## Amenazas y conservación
La Lista Roja de la UICN cataloga al choroy como una especie bajo preocupación menor. Tiene un rango bastante grande y, aunque no se conoce el tamaño de su población, se cree que es estable. No obstante, las principales amenazas que enfrenta esta especie son la captura para su comercio ilegal como mascotas, la tala de árboles y los incendios forestales, además de que es perseguido por los agricultores, quienes suelen considerarlo como una plaga.